# Bettina Perut
Bettina Perut (nacida como Elisabetta Perut Bozzolo; Roma, 25 de febrero de 1970) es una periodista, directora de cine, guionista y productora chilena más conocida por los documentales Un hombre aparte y La muerte de Pinochet, ambos en colaboración con Iván Osnovikoff, director con el que ha realizado la mayoría de sus trabajos audiovisuales en el campo documental.

## Carrera
La mayoría de su filmografía la ha realizado con Osnovikoff; su primer trabajo fue Chi-chi-chi Le-le-le Martín Vargas de Chile en 2000 que alcanzó el Premio a la mejor película en el Festival de Cine de Valparaíso y a la mejor investigación en el Festival de Documentales de Santiago en 2001. Le siguió Un Hombre Aparte que se presentó con éxito en el Festival de Cine de La Habana donde se alzó con el premio coral al mejor documental experimental, El Astuto Mono Pinochet Contra La Moneda de los Cerdos (2004) y Welcome to New York (2006), este último nominado a un Premio Pedro Sienna al mejor cortometraje y mediometraje documental. En 2009 estrena Noticias que es premiado como mejor documental experimental en Parnü IDF de Estonia, mientras que con La Muerte de Pinochet (2011) recibió un premio especial del jurado SANFIC.
Además, ha recibido cuatro nominaciones al Premio Altazor de las Artes Nacionales: dos en 2002 en las categorías mejor dirección y mejor aporte creativo, una en 2007 a la mejor dirección en cine documental y otra en 2012 en la misma categoría.

### Filmografía
| Año  | Título                                                 | Género                |
| ---- | ------------------------------------------------------ | --------------------- |
| 2018 | Los Reyes                                              | Documental            |
| 2015 | Surire                                                 | Documental            |
| 2011 | La muerte de Pinochet                                  | Documental            |
| 2009 | Noticias                                               | Documental            |
| 2006 | Welcome to New York                                    | Documental de ficción |
| 2004 | El astuto mono Pinochet contra la moneda de los cerdos | Documental            |
| 2001 | Un hombre aparte                                       | Documental            |
| 2000 | Chi-chi-chi-le-le-le. Martín Vargas de Chile           | Documental            |

### Premios y nominaciones
| Año  | Premio                             | Trabajo               | Resultado                                     | Categoría | Refs   |
| ---- | ---------------------------------- | --------------------- | --------------------------------------------- | --------- | ------ |
| 2012 | Premios Altazor                    | La muerte de Pinochet | Dirección - documental                        | Nominado  | [ 1 ]  |
| 2011 | Warsaw International Film Festival | La muerte de Pinochet | Mejor documental                              | Nominado  | [ 12 ] |
| 2007 | Premios Altazor                    | Welcome to New York   | Dirección en cine documental                  | Ganador   | [ 11 ] |
| 2003 | Festival Docúpolis de Barcelona    | Un hombre aparte      | Premio Docúpolis al mejor documental          | Ganador   | [ 13 ] |
| 2002 | Festival de Cine de La Habana      | Un hombre aparte      | Premio coral al mejor documental experimental | Ganador   | [ 5 ]  |
| 2002 | Premios Altazor                    | Un hombre aparte      | Aporte Creativo                               | Nominado  | [ 10 ] |
| 2002 | Premios Altazor                    | Un hombre aparte      | Dirección - Cine                              | Nominado  | [ 10 ] |